# Sourimousse
Sourimousse est une série de bande dessinée de Peral, parue aux éditions Hemma.

## Auteurs
- Scénario : Gilson (tomes 1 à 6), Schmurl (tomes 7 à 10)
- Dessin : Peral

## Synopsis
Sourimousse est une gentille petite souris qui vit différentes aventures au fil des volumes. Ce sont des histoires courtes destinées aux jeunes enfants, chaque page contient un gros dessin et quelques lignes de textes dont certains mots sont remplacés par une image, que l'on peut faire dire à l'enfant.

## Liste des albums
1. Sourimousse est malade
2. Sourimousse va à la pêche
3. Sourimousse bricole
4. Sourimousse cuisine
5. Sourimousse dessine
6. Sourimousse en vacances
7. Sourimousse fait son cirque
8. Sourimousse bonhomme de neige
9. Sourimousse et le devoir d’école
10. Sourimousse dans les étoiles